# Nazionale maschile di rugby a 15 della Nigeria
La squadra nazionale di rugby XV della Nigeria finora non si è mai qualificata per una Coppa del Mondo di rugby, ma ha preso parte ai tornei di qualificazione.

Il loro primo match internazionale si è svolto nel 1988 ed ha visto la nazionale bianco verde opposta a quella dello Zimbabwe, ed il loro più importante successo è stato nel 2007 nel Castel Beer Trophy, dove batte il Burkina Faso nella finale della Zona nord.